# James Kaylor
James Kaylor (1877 – Sydney, 14 dicembre 1961) è stato un politico e sindacalista britannico.

## Biografia
Kaylor divenne prominente nella Amalgamated Society of Engineers, e fu eletto nel suo consiglio esecutivo nel 1913. Durante la prima guerra mondiale fece parte di vari comitati governativi. Alle elezioni generali del 1918, si presentò a Bristol nord per il Partito Laburista; ha preso il 26,5% dei voti e il secondo posto.
Nel 1930, Kaylor fu eletto al Comitato Esecutivo Nazionale del Partito Laburista (NEC) e nel 1934 vinse il seggio di Camberwell nel Consiglio della contea di Londra, che mantenne fino alle elezioni successive, 1937. Nel 1938, si dimise dal NEC, e vinse invece un seggio nel General Council of the Trades Union Congress, che mantenne fino al 1943.
Durante la seconda guerra mondiale, Kaylor fece parte della commissione di Walter Citrine sulla produzione regionale. Ha anche fatto parte del Tribunale Arbitrale Nazionale e di numerosi altri organi. Successivamente si ritirò a Sydney in Australia, dove morì nel 1961l.